# Gisilia stereodoxa
Gisilia stereodoxa is een vlinder uit de familie prachtmotten (Cosmopterigidae). De wetenschappelijke naam is voor het eerst geldig gepubliceerd in 1925 door Meyrick.
De soort komt voor in Europa.